# Zapardiel de la Ribera
Zapardiel de la Ribera ist ein Ort und eine aus zwei etwa gleich großen Siedlungskernen (Zapardiel und La Angostura) bestehende zentralspanische Berggemeinde (municipio) mit insgesamt nur noch 92 Einwohnern (Stand: 2024) in der Provinz Ávila in der Autonomen Region Kastilien-León.

## Lage und Klima
Der ca. 1315 m hoch gelegene Bergort Zapardiel de la Ribera liegt nördlich des über 2000 m hohen Gebirgszugs der Sierra de Gredos gut 1 km nördlich des Tals des Río Tormes. Die Stadt El Barco de Ávila liegt ca. 21 km westlich. Das Klima im Winter ist durchaus kühl; die geringen Niederschlagsmengen (ca. 470 mm/Jahr) fallen – mit Ausnahme der nahezu regenlosen Sommermonate – verteilt übers ganze Jahr.

## Bevölkerungsentwicklung
| Jahr      | 1857 | 1900 | 1950 | 2000 | 2019 |
| Einwohner | 641  | 696  | 685  | 139  | 116  |

Aufgrund der Mechanisierung der Landwirtschaft, der Aufgabe bäuerlicher Kleinbetriebe und dem damit einhergehenden Verlust an Arbeitsplätzen ist die Einwohnerzahl der Gemeinde seit den 1950er Jahren deutlich rückläufig (Landflucht).

## Wirtschaft
Das wirtschaftliche Leben der Gemeinde ist in hohem Maße agrarisch orientiert – früher wurde Getreide zur Selbstversorgung ausgesät; Gemüse stammte aus den Hausgärten und auch Viehzucht wurde betrieben. Seit den letzten Jahrzehnten des 20. Jahrhunderts spielt der ländliche Tourismus (turismo rural) eine immer bedeutsamer werdende Rolle im Wirtschaftsleben der Gemeinde.

## Geschichte
Obwohl der Ort zum ehemaligen Siedlungsgebiet der Vettonen gehörte, wurden bislang weder keltische, römische, westgotische noch maurische Funde entdeckt. Man muss daher annehmen, dass das hochgelegene Gebiet jahrhundertelang nur als Sommerweide diente und erst nach der Rückeroberung (reconquista) Ávilas im 11. Jahrhundert allmählich besiedelt wurde.

## Sehenswürdigkeiten
- Die Iglesia de Nuestra Señora de la Asunción ist der Himmelfahrt Mariens geweiht; der Glockenturm (campanario) steht frei neben der Kirche. Das Nordportal gehört zu den reichsten der Region: Der von zahlreichen kleinen Kugelornamenten begleitete Portalbogen wird von einem ebenfalls kugelbesetzten Rechteckrahmen alfiz eingefasst. Das Innere der Kirche ist durch Holzstützen in drei Schiffe (naves) unterteilt; eine imposante Dachkonstruktion bedeckt den Raum. Chorjoch und Apsis sind deutlich kleiner dimensioniert und werden von einer aufwändigeren Holzkonstruktion überspannt; die Apsis wird von einem spätbarocken Schnitzaltar mit Figuren und Malereien eingenommen. Beachtenswert ist die Renaissancekanzel am Übergang zur Apsis.[4]
- Im Ort steht überdies die Ermita de Nuestra Señora de la Soledad.

Umgebung
- Auf dem Gemeindegebiet befinden sich 5 kleine Bergseen (Cinco Lagunas); von hier ist der Gipfel des 2592 m hohen Pico Almanzor erreichbar.